# فرودگاه اسکایوی مینر
فرودگاه اسکایوی مینر (به انگلیسی: Skyway Manor Airport) یک فرودگاه همگانی بهره‌برداری هوایی است که یک باند فرود چمن دارد و طول باند آن ۷۷۷ متر است. این فرودگاه در شهر پیر لند، تگزاس کشور ایالات متحده آمریکا قرار دارد و در ارتفاع ۱۷ متری از سطح دریا واقع شده است.